# Kasteel van Verchant
Het Kasteel van Verchant (Frans: Château de Verchant) is een kasteel in de Franse gemeente Castelnau-le-Lez. Het kasteel is een beschermd historisch monument sinds 2006.